# Turnix pyrrhothorax
La quaglia tridattila pettorosso (Turnix pyrrhothorax, Gould 1841) è un uccello caradriiforme della famiglia dei Turnicidi.

## Sistematica
Turnix pyrrhothorax non ha sottospecie, è monotipico.

## Distribuzione e habitat
Questo uccello vive solamente in Australia.